# Пфальцграфенвайлер
Пфальцграфенвайлер (нем. Pfalzgrafenweiler, алем. нем. Pfalzgrofeweiler) — коммуна в Германии, в земле Баден-Вюртемберг. 
Подчиняется административному округу Карлсруэ. Входит в состав района Фройденштадт.  Население составляет 7251 человек (на 31 декабря 2010 года). Занимает площадь 44,72 км².